# Harald Hagemann
Harald Hagemann (* 15. April 1947 in Kiel) ist ein deutscher Wirtschafts- und Sozialwissenschaftler.

## Leben
Hagemann studierte an der Universität Kiel Volkswirtschaft, Soziologie und Politikwissenschaft. Er wurde 1977 mit einer Arbeit zur kapitaltheoretischen Cambridge-Cambridge-Kontroverse promoviert; die Arbeit wurde mehrfach ausgezeichnet.
Zunächst lehrte er als wissenschaftlicher Mitarbeiter und Assistent an der Universität Kiel. 1980–1981 vertrat Hagemann die Professur für Wirtschaftstheorie und Politische Ökonomie an der Freien Universität Berlin. Von 1982 bis 1988 war er Professor für Wirtschaftswissenschaften an der Universität Bremen.
Von April 1988 bis September 2015 lehrte er Wirtschaftstheorie an der Universität Hohenheim in Stuttgart, wo er seit 1998 auch den Promotionsschwerpunkt Globalisierung und Beschäftigung leitete.
Von 1989 bis 1990 war Hagemann Visiting Professor am Department of Economics der Universität Cambridge und Visiting Fellow des Collages Clare Hall, wo er seitdem Life Member ist. Im Frühlings-Semester 1986 war er Fulbright Visiting Professor und von 1999 bis 2000 Theodor Heuss Professor an der Graduate Faculty of Political Social Science der New School of Social Research in New York, die im Herbst 1933 als „University in Exile“ ihren Lehrbetrieb aufgenommen hatte.
Darüber hinaus hatte Hagemann zahlreiche Gastprofessuren inne, so u. a. an der Universität Bologna, den Universitäten Lyon 2, Nizza, Paris 1 Pantheon Sorbonne und Straßburg, Graz, Linz und der Wirtschaftsuniversität Wien, der Hitotsubashi und der Meiji-Universität in Tokyo, der Universität Sydney und der EAFIT in Medellin.
Von 2002 bis 2006 war Hagemann Vorsitzender des Dogmenhistorischen Ausschusses. Seit 2002 ist er Mitglied im Erweiterten Vorstand des Vereins für Socialpolitik. Von 2010 bis 2012 war Hagemann Präsident der European Society for the History of Economic Thought (ESHET), deren Ehrenpräsident er ist. Seit 2013 ist Harald Hagemann Vorsitzender der Keynes-Gesellschaft. Seit 1996 ist er auch Honorary Fellow der Brazilian Association of Graduate Schools in Economics (ANPEC) und (Mit-)Herausgeber zahlreicher internationaler wirtschaftswissenschaftlicher Zeitschriften.
Die wissenschaftlichen Veröffentlichungen von Harald Hagemann liegen vor allem im Bereich der makroökonomischen Theorie und Politik. Ein besonderer Forschungsschwerpunkt liegt im Bereich der langfristigen Konsequenzen der nationalsozialistischen Machtergreifung auf die Entwicklung der Wirtschaftswissenschaft im In- und Ausland.
Hagemann war Mitunterzeichner des eurokritischen Manifests Die währungspolitischen Beschlüsse von Maastricht: Eine Gefahr für Europa (1992).
Von 2013 bis 2019 war er Vorsitzender der Keynes-Gesellschaft.

## Schriften
- Rate of Return und Profitrate (Diss.), 1977.
- Die neue Makroökonomik, Marktungleichgewicht, Rationierung und Beschäftigung, 1981.
- Keynes' General Theory nach fünfzig Jahren 1988.
- The Legacy of Hicks 1994.
- The Economics of F.A. Hayek, 2 Bde. 1994.
- Zur deutschsprachigen wirtschaftswissenschaftlichen Emigration nach 1933, 1997.
- Handbuch der deutschsprachigen wirtschaftswissenschaftlichen Emigration nach 1933, 2 Bde. 1999, zusammen mit C.-D. Krohn.
- Zukunftsperspektiven Deutschlands im internationalen Wettbewerb: Industriepolitische Implikationen der neuen Wachstumstheorie 1998.
- Political Economics in Retrospect: Essays in Memory of Adolpf Lowe, 1998.
- Business Cycle Theory, 4 Bde. 2002.
- The Economics of Structural Change, 3 Bde. 2003.
- Capital, Time and transitional Dynamics, 2009.
- Austrian Economic in Transition: From Carl Menger to Friedrich Hayek, 2010.
- Ökonomie und Technik, 2010.
- Keynes 2.0 – Perspektiven einer modernen keynesianischen Wirtschaftstheoire und Wirtschaftspolitik, 2011.
- Wachstums- und Investitionsdynamik in Deutschland, 2016.
- Keynes, Schumpeter und die Zukunft der entwickelten kapitalistischen Volkswirtschaften, 2016.
- German Influences on American Economic Thought and American Influences on German Economic Thought, 2017.